# Rite funéraire de la religion romaine
 (novembre 2019).
Si vous disposez d'ouvrages ou d'articles de référence ou si vous connaissez des sites web de qualité traitant du thème abordé ici, merci de compléter l'article en donnant les références utiles à sa vérifiabilité et en les liant à la section « Notes et références ».

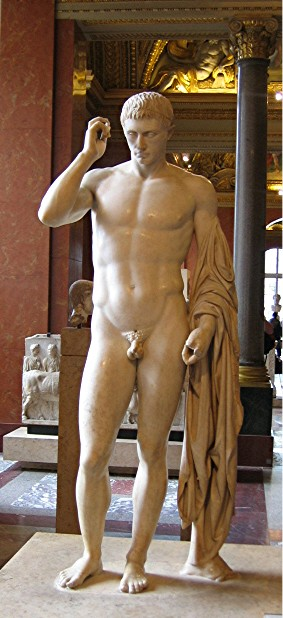
Cléomène d'Athènes, Marcellus en Hermès Logios, vers 20 av. J.-C., Paris, musée du Louvre. Statue funéraire de Marcellus.

L'appartenance à la classe sociale conditionne le faste des rites funéraires romains. Les Romains, très superstitieux et religieux, pensaient qu'un déroulement précis des funérailles était essentiel à l'obtention d'une vie après la mort. Ils étaient donc très pointilleux sur l'exécution des rites funéraires. Les riches se faisaient, en principe, incinérer, tandis que les Romains plus pauvres comme les esclaves pouvaient être jetés dans des fosses communes, sans cérémonie. Il est par ailleurs advenu que certaines personnes, dont les empereurs à travers le culte Impérial, aient fait l'objet d'un culte après leur mort.

## Histoire des rites

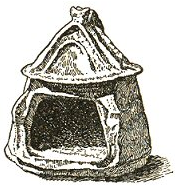
Urne-cabane de la période villanovienne pré-étrusque.

Pendant l'époque protohistorique étrusque de Rome, la crémation suit ou côtoie l'inhumation suivant les périodes ; cette dernière a été généralement abandonnée vers la fin du Ve siècle av. J.-C., à la suite de la création  des champs d'incinération, les ustrina. Le bustum désignait le bûcher contenu dans l'enceinte funéraire. La Loi des Douze Tables fixa par écrit l'interdiction non seulement d'inhumer, mais également d'incinérer les corps à l'intérieur du Pomœrium pour des raisons d'hygiènes et religieuses. 
Selon Tite-Live, à partir de 390 av. J.-C., les femmes romaines ont droit comme les hommes à un éloge funèbre lors de leurs funérailles, ayant acquis ce droit pour avoir accepté d'offrir leurs bijoux pour financer la rançon exigée par les Gaulois, lors du premier sac de Rome.
Sous l'Empire, les rites ont également changé avec l'adoption des religions orientales, comme le culte d'Isis, qui promettaient une autre vie après la mort. À partir du milieu du IIIe siècle, l'enterrement est devenu de plus en plus populaire, au détriment de la crémation. La pratique de l'incinération, que les Juifs et les chrétiens ont rejetée pour des raisons théologiques, ne s'est cependant pas éteinte avant le Ve siècle.

## Besoin de rituels funéraires

### Séparation du monde des vivants et des morts
Les vivants se définissent dans l’esprit des Romains comme sujets à la mort  : mais les deux mondes sont bien distincts. Lors du décès d'un de ses membres, la famille se trouve dans un temps de deuil intermédiaire, entre ces deux mondes, car la mort est une « souillure » (« la pire des souillures » selon Dumézil). Le funus, c'est-à-dire le rituel funéraire, a pour but de purifier la famille, afin que la société ne soit pas affectée. Il doit être réalisé avec une grande précision.   
Ce rituel peut être aussi vu comme un rituel de passage pour le mort, lui donnant accès à sa dernière demeure et le faisant mourir culturellement. Cela peut aussi l’être pour la famille par la transmission de sa mémoire (avec l’exemplum que peut représenter le mort). 
Donc, le vivant et le mort sont séparés, mais ils cohabitent grâce à la mémoire, aux différents cultes familiaux ou au sein de la communauté (c’est le « paradoxe de l’exclusion du mort et de sa présence permanente »).

### Deuil mis en scène
Le deuil est vécu comme un sentiment subi (acerbus), sans cause humaine (ce qui peut le différencier de la colère). Pour cette raison, il peut sembler dangereux, surtout s’il n’est pas maîtrisé. La ritualisation pour contrôler cette émotion se nomme le planctus. Il se développe à la fois d’un point de vue individuel et collectif : il faut que la personne endeuillée communique avec la communauté son deuil, par les pleurs, les supplicationes. Le planctus a pour but de soigner la famille endeuillée et de canaliser les peurs de la communauté en les articulant dans ces rituels : il a un effet cathartique. Le but global de cette ritualisation est de retrouver un certain équilibre dans la communauté (entre les vivants et les morts), afin d’éviter toute catastrophe.
Ce planctus, la laudatio funebris et la pompa, appartiennent à une mise en scène publique du deuil. Elle a pour but de susciter la sympathie des gens, de présenter des exempla au peuple. Les aristocrates pouvaient user de ces occasions pour exhiber en avant leur richesse et leur importance. La Loi des Douze Tables tend à limiter ces dérives somptuaires, à « faire disparaître toute inégalité dans la mort »,. 

## Déroulement des rites
Le statut social était un facteur important dans le déroulement et le faste des rites funéraires romains. On exposait le corps au public avant de l'incinérer, pour une durée dépendant de la position du défunt dans la société. Les patriciens bénéficiaient d'une exposition jusqu'à plusieurs jours, invitant les  Romains à venir témoigner leurs respects à la famille. Les plébéiens étaient souvent incinérés le lendemain de leur mort. La plupart des rites funéraires de la plèbe s'accomplissaient dans le cercle familial. 
On fermait les yeux du défunt, puis son fils, ou le membre de la famille le plus proche, l'embrassait sur la bouche pour recueillir son dernier soupir. On retirait les anneaux du mort, puis on l'appelait à voix haute par trois fois (la conclamatio). Le corps était ensuite lavé, déposé sur un lit funéraire (lectus funebris), orné de verdure, dans l'atrium. Une pièce de monnaie était placée dans sa bouche, paiement à Charon, qui transporte en barque les morts sur l'Achéron, fleuve des enfers. Jusqu'à la loi des Douze Tables, un petit autel (acerra) sur lequel on brûle un parfum est posé près du lit. Le corps devait sortir de la maison les pieds en premier. L'État romain pouvait décréter un deuil public pour les personnages importants.
Après l'exposition, la nuit de préférence pour éviter les grands rassemblements publics et pour décourager les débordements de foules pouvant dégénérer autour des hommes importants, le cortège funèbre est conduit dans la nécropole, ville des morts, en dehors de la ville des vivants, où attend le bûcher. En signe de deuil, tous devaient s'habiller de laine, négliger de se laver, ou de changer de vêtements, les têtes des fils sont voilées, les cheveux des femmes décoiffées, les ongles ne sont pas coupés. Les parents pouvaient porter des masques de cire à l'effigie d'autres défunts de la famille. Les familles les plus riches paient des musiciens pour conduire le cortège, au chant des nénies. Le lieu a préalablement été sanctifié par un prêtre qui l'a béni avec de l'eau et une branche de laurier ou d'olivier. On prononçait un éloge, ou panégyrique, pendant la consomption du bûcher et on y jetait des offrandes : nourriture, parfum, et objets chers au défunt. Lorsque le foyer s'éteint, un membre de famille — habituellement la mère ou l'épouse du défunt — mouille les cendres avec du vin puis lave les os avec du parfum, et place ces vestiges dans une urne cinéraire (olla), un sac de tissu, un coffre d'or, de marbre, de poterie, de verre, ou de métal… L'emplacement est marqué par une pierre ou un morceau de bois.
Les membres de la famille âgés de plus de six ans devaient porter le deuil pendant une année entière. Les enfants de moins de six ans pendant un mois, un mari pendant dix mois et les parents de sang pendant huit mois.

### Pour la plèbe
Pour la plèbe, le cortège était conduit par un croque-mort (vespillo) qui plaçait le cadavre dans un cercueil (sandapila). Des rituels étaient effectués sur la tombe. La famille y déposait des offrandes de nourriture et de boissons. Puis, « un déjeuner funèbre » avait lieu sur l'emplacement même du bûcher. Après les « Neuf jours de douleur », la famille exécutait le novendiale sacrificium, puis de retour à la maison consommait un autre repas (cena novendialis).

### Pour les patriciens

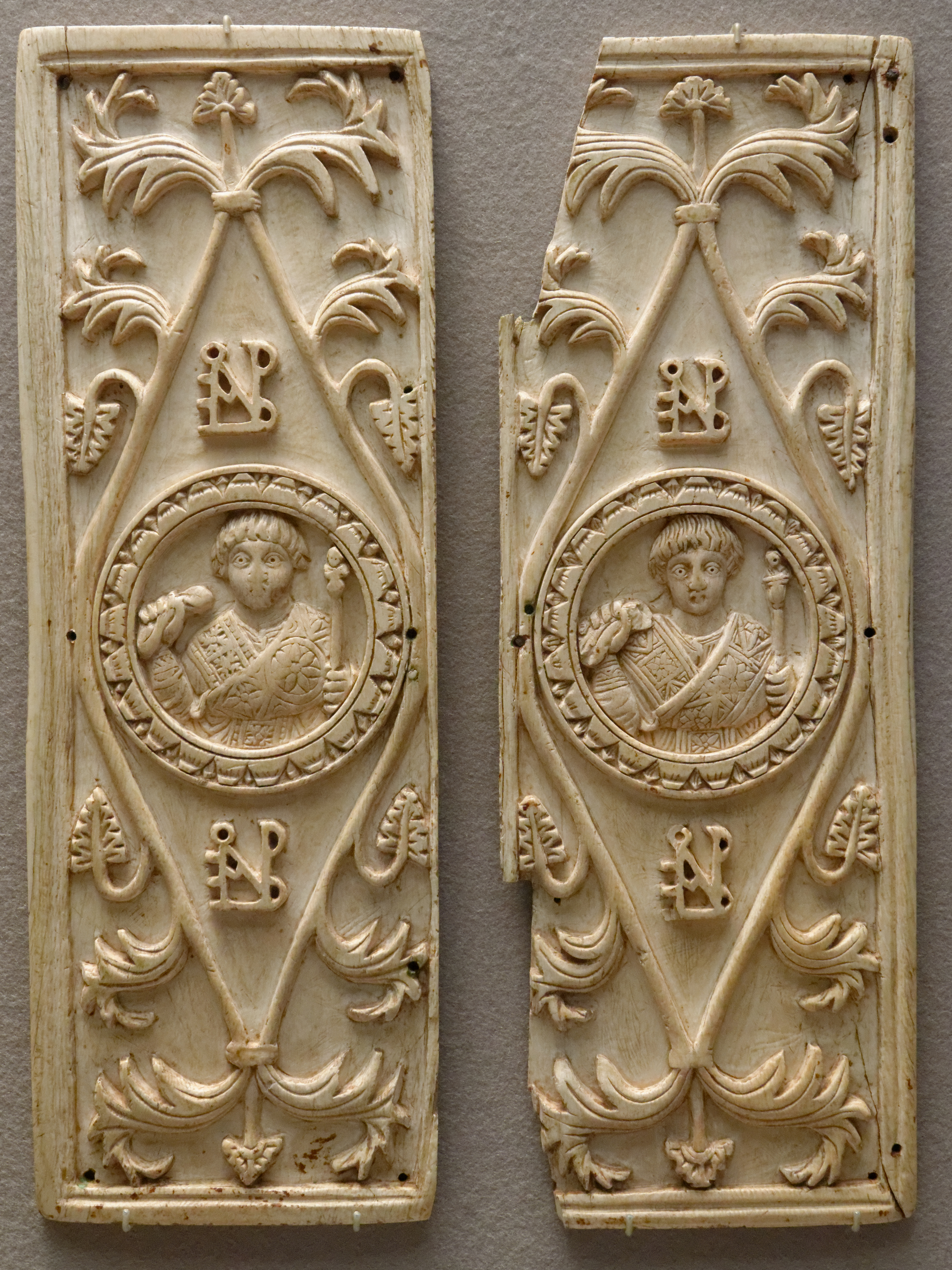
Une imago clipeata sur un diptyque d'Aréobindus, consul en 506, Paris, musée du Louvre.

Les patriciens avaient droit à des enterrements plus raffinés, que l'on nommait Pompa Funebris. Outre la période d'exposition plus longue, les rites étaient accompagnés par  des musiciens, des pantomimes, des pleureuses, des danseurs. Les membres de la famille qui avaient suivi une carrière dans la magistrature portaient leur tenue officielle et suivaient en char avec leurs chevaux publics. On exhibe aussi les imagines, portrait des ancêtres prouvant l'ancienneté de la famille et permettant de revivifier leur noblesse éternelle (ius imaginum). Le cortège conduit par un ordonnateur (dissignator) assisté d'un appariteur (accensus) conduisant des licteurs vêtus de noir, se déplaçait de la maison au forum par les rues principales. Au forum, on maintenait le lit de parade du défunt droit et un proche parent prononçait sa laudatio funebris (éloge funèbre), retraçant la vie et les vertus du mort. Les incinérations pouvaient avoir lieu dans des champs privés.
Les plus riches, tels les empereurs, bénéficiaient d'une meilleure qualité de crémation : leurs cendres étaient réduites en une poussière blanche très fine, alors que pour d'autres, les urnes renferment des morceaux d'ossements.
Polybe a écrit que l'enterrement était l'un des moments marquants pendant lequel les Romains instruisaient leurs enfants : cette cérémonie perpétuait en effet une mémoire généalogique et civique forte, assurait la pérennité des valeurs de la classe dirigeante romaine et incitait les plus jeunes des grandes familles à rivaliser avec les vertus de leurs aînés, à garder à l'esprit leur exemple.

### Funérailles des empereurs romains et de leur famille
Le deuil dynastique se met en place sous l'Empire romain (de 27 av. J.-C. à 476) : la mort d'un membre de la famille impériale est toujours un événement à Rome. Les funérailles sont publiques et représentent un moment d'unanimitas autour du prince. Le cortège est formé des sénateurs et des magistrats. Si l'empereur avait commandé des armées, ses soldats le suivaient, armes tournées vers le sol. Les esclaves portaient les dépouilles prises aux ennemis, les étendards et les couronnes triomphales. Les joueurs de flûte, les pleureuses (praeficae), des acteurs portant les masques des ancêtres et un mime imitant le défunt suivaient. Après l'incinération, on pouvait récupérer une partie du corps (un doigt en général) que l'on enterrait, selon le rite de l'os resectum.
L'apothéose est le rite le plus honorifique de la religion romaine : elle fait de l'empereur un dieu. Elle est accordée ou refusée par le Sénat romain. La première serait celle du fondateur Romulus, mystérieusement disparu sur le Champ-de-Mars, à Rome. Inversement, la damnatio memoriae, qui est une condamnation infamante, est décidée par le Sénat pour les mauvais empereurs : ce fut notamment le cas pour Néron et Domitien.
Les funérailles étaient suivies d'une période de neuf jours de deuil public. La fin de cette période était marquée par des jeux funèbres, des banquets ou  des sacrifices. Les proches pouvaient quant à eux garder le deuil plusieurs mois durant lesquels ils s'abstenaient de toute fête et portaient la toge sombre.

### Funérailles particulières
- Jules César :

assassiné en  44 av. J.-C., Jules César eut des funérailles qui tournèrent à l'émeute : la foule s'empara de son corps et transporta sur le forum de Rome où il fut incinéré, contrairement aux rites prévus. On édifia ensuite à cet emplacement une colonne, puis un temple au premier homme divinisé à Rome. Plusieurs empereurs durent prendre des édits pour limiter les violences au cours de certaines funérailles (Auguste, Tibère).
- Germanicus :

général populaire, mort en 19, ses restes ont été placés dans le tombeau d'Auguste. Tout au long du cortège funèbre se trouvait le peuple habillé de noir et les chevaliers en trabée. Les soldats en armes, les magistrats et le peuple romain rangé par tribu étaient présents pour lui rendre hommage sur le Champ-de-Mars, à la lumière de milliers de torches. Selon Suétone, « on trouva, parmi ses cendres et ses os, son cœur intact. Or on croit communément que le cœur imprégné de poison résiste au feu. » — preuve qu'il avait été assassiné.
- Caligula :

après son assassinat en 41, « son corps fut porté secrètement dans les jardins de Lamia, brûlé à demi sur un bûcher monté à la hâte, puis enterré et recouvert de gazon. Quand ses sœurs revinrent de leur exil, elles l'exhumèrent, le brûlèrent et ensevelirent ses cendres. On sait que ceux qui gardaient ces jardins étaient inquiétés par des fantômes, et que la maison où il fut tué était, chaque nuit, troublée par quelque bruit terrible, jusqu'à ce qu'elle fût consumée par un incendie. »
- Antinoüs :

l'empereur Hadrien fit élever son favori au rang de dieu et édifier temples et statues dans l'empire en son honneur.

## Les lieux de sépulture
Les cimetières se trouvent sur les voies romaines à l'extérieur des agglomérations : il est interdit d'enterrer qui que ce soit dans les limites urbaines depuis la Loi des Douze Tables, la ville devant rester pure. Des prêtres sont chargés de sanctifier les lieux d'incinération. Les ustrina sont les terres publiques qui servaient à incinérer les morts ; ils contenaient des stèles funéraires et un columbarium. 
Les columbaria étaient de grandes chambres souterraines où les restes incinérés étaient placés dans des petites niches situées dans les murs, et décorées par des plaques commémoratives ou des sculptures à l'effigie du mort. Les columbaria étaient peu coûteux, et les collegia permettaient à toutes les classes de la société d'accéder à l'au-delà. On pouvait y déposer également quelques offrandes pour la vie du défunt dans l'au-delà (bague, pièces, sandales…). Quelques empereurs ont fourni des allocations funéraires aux plus indigents afin qu'ils obtiennent une place dans ces columbaria.
Les nécropoles de Pompéi ressemblent assez à des cimetières modernes. Elles se composent de tumulus en plâtre ou stuc souvent recouvert de peinture de fleurs rouges ou violettes. Certaines tombes pouvaient être équipées d'un tuyau en tuile qui permettait l'offrande d'une libation au mort, lors du repas funéraire se déroulant après l'enterrement. Le tumulus pouvait contenir soit une urne, soit le corps.
Les corps inhumés étaient protégés par un cercueil de métal, de pierre, de marbre, ou, pour les plus pauvres, de bois. L'embaumement des corps avec du gypse était également une pratique courante.

### Les tombeaux

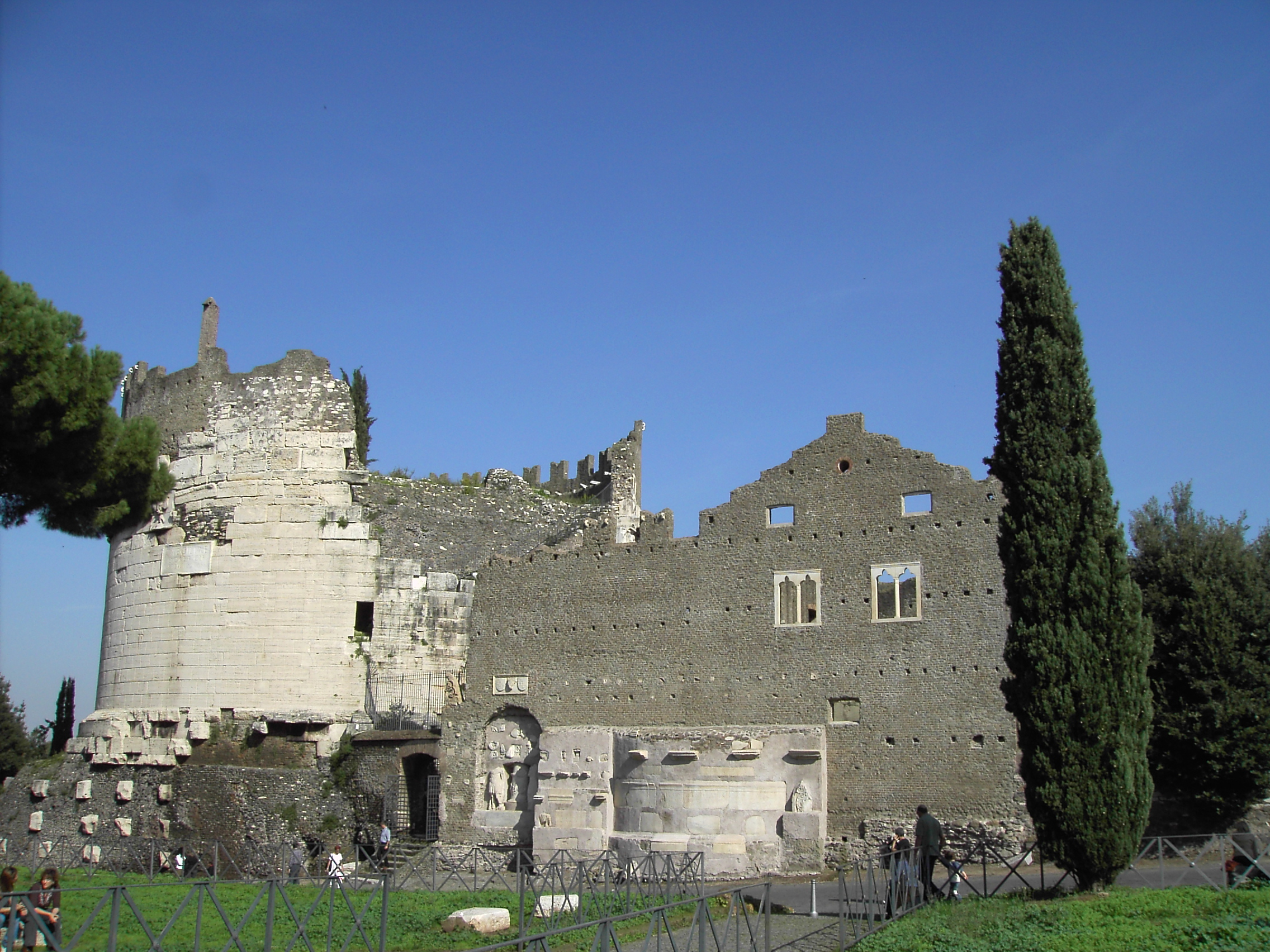
Tombe de Caecilia Metella, sur la voie Appienne.

Les riches Étrusques construisaient des tombeaux raffinés où ils se faisaient enterrer en couple, dans des cercueils de pierre sur lesquels ils étaient représentés allongés et détendus comme des banqueteurs (en position semisdraiata). Les  riches Romains ont également construit des tombeaux raffinés et monumentaux, parfois de forme curieuse : pyramidale (Cestius) ou cylindrique (Caecilia Metella). Le mausolée d'Auguste et le mausolée d'Hadrien sont des exemples monumentaux de tombeaux d'empereurs.
Les cimetières se trouvaient sur les routes en dehors des villes. Les Scipions, une des familles les plus importantes et les plus puissantes de Rome, ont maintenu leurs tombeaux de famille sur la voie Appienne pendant plusieurs siècles.

### Les pierres tombales
On a retrouvé de nombreuses stèles funéraires. La taille de la pierre et ses décorations dépendent de l'importance du défunt, de l'époque et du lieu du monument. Elles peuvent porter un nom, un statut, les événements majeurs de la vie du défunt, la liste des offices qu'il a occupés s'il était magistrat, des dédicaces de membres de la famille, une sculpture le représentant, etc. Le plus souvent, ce sont de simples informations  mais parfois le texte est poétique. Leur étude relève de l'épigraphie latine.

### Les urnes cabanes
Dans le Latium et le sud de l'Étrurie, avant la fondation de Rome, on a utilisé des urnes-cabanes, en terre cuite pour recevoir les cendres des morts. Rondes, elliptiques ou parfois rectangulaires, elles ressemblaiennt aux habitations des vivants. Elles possédaient une porte, parfois des volets, avec un toit figurant du chaume. À l'époque classique, les Romains ont vénéré des terres cuites similaires : deux spécimens retrouvés sur le mont Palatin et le Capitole représenteraient les maisons de Romulus et de Faustulus.

## L'organisation des rites funéraires

### Collegium
Beaucoup de Romains appartenaient aux sociétés funèbres appelées collegia funeraticia, dont la fonction était d'assurer les rites. Ils acquittaient des droits mensuels servant à couvrir le coût des enterrements de leurs membres,  qui avaient la garantie d'obtenir une place dans le columbarium.

### Libitinarii
Les Libitinarii, entrepreneurs de pompes funèbres, sont chargés d'organiser les rites mortuaires ; ils dépendent du temple de Libitina. Leurs esclaves Pollinctores (croque-morts) lavent le corps du cadavre, l'oignent d'huile et de parfums et chantent des chansons, récitent des poèmes et des incantations. Le temple de Libitina percevait l'argent de la famille du défunt et fournissait en retour les accessoires et les prestations nécessaires. Les Libitinarii  fournissaient également, le cas échéant, les pleureuses professionnelles, des danseurs, des musiciens et des masques.

## Autres rituels
Parmi toutes les sources décrivant ces rites et leurs origines, on trouve un poème, Les Fastes d'Ovide. Même si seuls les livres de ce calendrier religieux concernant les mois de janvier à juin nous sont parvenus, toute l'année était marquée par ces rites, tels que les fêtes des Parentalia, Feralia, Lemuria… On honore le mort en déposant des offrandes sur sa tombe, en allumant des lampes dans les colombariums ou en allant aux temples, pendant toute sa vie.
Les Unguentaria, flacons qui conservaient les onguents et parfums, étaient déposées avec les ossements. Les peintures sur les tumulus funéraires pouvaient aussi représenter des objets de vénération, auxquels était parfois attribué un pouvoir magique ou apotropaïque.

## Croyances religieuses
Les Romains possédaient également un temple domestique, Lararium, sur lequel ils déposaient des offrandes. Les esprits des ancêtres, les lares, étaient censés protéger la maisonnée. sur l'au-delà romain, voir la mythologie romaine : Avernus et Pluton règnent sur le monde des enfers. D'autres divinités sont liées à la mort,  des Lémures, fantômes qui pouvaient leur nuire.